# The Last Squad
Pour plus de détails, voir Fiche technique et Distribution.
The Last Squad (Tunnel Rats ou 1968 Tunnel Rats) est un film canadien réalisé par Uwe Boll, sorti en 2008.

## Synopsis
Pendant la guerre du Viêt Nam, des soldats américains explorent les tunnels de Củ Chi.

## Fiche technique
- Titre : The Last Squad
- Titre original : Tunnel Rats
- Réalisation : Uwe Boll
- Scénario : Dan Clarke et Uwe Boll
- Musique : Jessica de Rooij
- Photographie : Mathias Neumann
- Montage : Karen Porter
- Production : Uwe Boll, Dan Clarke et Chris Roland
- Société de production : Boll, Horst Hermann Medienproduktion, Tunnel Rats Productions et ZenHQ Films
- Société de distribution : Kinostar Filmverleih (Allemagne)
- Pays :  Canada et  Allemagne
- Genre : Action, drame et guerre
- Durée : 96 minutes
- Dates de sortie : 
  -  Allemagne : 13 novembre 2008
  -  États-Unis : 19 décembre 2008

## Distribution
- Michael Paré (VF : Marc Bretonnière) :  le sergent Vic Hollowborn
- Wilson Bethel (VF : Nicolas Djermag) : le caporal Dan Green
- Mitch Eakins (VF : Fabrice Fara) : le soldat Peter Harris
- Erik Eidem : le soldat Carl Johnson
- Brandon Fobbs (VF : Charles Borg) : le soldat Samuel Graybridge
- Jane Le : Vo Mai
- Scott Ly : Huy Tran
- Rocky Marquette (VF : Olivier Podesta) : le soldat Terence Verano
- Garikayi Mutambirwa : le soldat Jonathan Porterson
- Nate Parker : le soldat Jim Lidford
- Brad Schmidt : le sergent Mike Heaney
- Jeffrey Christopher Todd : le soldat Bob Miller
- John Wynn : Chien Nguyen
- Adrian Collins (VF : Luc Boulad) : le soldat Dean Garraty
- Scot Cooper : le soldat Joseph Walderson

## Distinctions
- Razzie Awards : Pire réalisateur[1]